# Craterul Eagle Butte
Eagle Butte  este un crater de impact meteoritic în Alberta, Canada.

## Date generale
Are 10 km în diametru și are vârsta estimată la mai puțin de 65 milioane ani (Paleocen sau mai devreme). Craterul nu este expus la suprafață.